# Husvagnsteatern
Husvagnsteatern var en ambulerade amatörteaterförening med fäste i Malmö, Lund och Stockholm mellan 1989 och 1996.

## Historik
Husvagnsteatern bildades 1989 av elever vid Fridhems folkhögskola. Namnet kom sig av att man första sommaren gav sig ut på turné på campingplatser på Öland. Under åren återkom man till det konceptet, till exempel sommaren 1991 då man turnerade i nordvästskåne och Halland med uppsättningarna ”Loranga, Masarin och Datranjang” och ”Alla hjärtans dam”. Husvagnsteatern hade ett flerårigt samarbete med den fria gruppen Teater 23, där man bland annat hade tillgång till förråd, replokaler och ledde ungdomsgrupper. 1995 satte man också upp en pjäs i Presshallen, ”Dikt och förbannad lögn” av Klas Abrahamsson i regi av Jonas Oscarsson och med musik av Agurk Players.
1994 gjorde Husvagnsteatern sin största satsning, en ny dramatisering av Frans G Bengtssons epos Röde Orm. Manuset skrevs av Klas Abrahamsson och regisserade gjorde Henrik Ahnborg. Föreställningen hade premiär i Ängelholm 30 juni och spelades sedan på Stumholmen i Karlskrona och vid på Ribbersborg i Malmö.
Husvagnsteatern hade som målsättning att vidareutveckla sina medlemmar samt att nå ut till en bred publik, gärna en teaterovan sådan. Valet av pjäser styrdes av lusten att jobba med en text eller en idé. Föreningen fungerade som en ganska lös paraplyorganisation där flera olika konstellationer drev sina egna projekt och uppsättningar parallellt.
Under åren hann man med drygt 20 uppsättningar från Bollnäs i norr till Simrishamn i söder innan föreningen lades ner 1998. Många av medlemmarna gick vidare till professionella karriärer inom teater- eller andra delar av kulturlivet, exempelvis Klas Abrahamsson, Cilla Dunås, Jesper Larsson, Magnus Ödén, Olof Lindqvist, Madeleine Nilsson, Mikaela Périer, Iben West och Jonas Oscarsson.

## Uppsättningar i urval
- Kung Ubu, 1991.
- Loranga, Masarin och Dartanjang, 1991.
- Alla hjärtans dam 1991.
- Gudomliga ord – en Satans skröna, 1992.
- Mac Beth, 1993.
- Röde orm, 1994.
- Samlaren, 1995.
- Dikt och förbannad lögn, 1995.